# Волга (газета, Юрьевец)
«Во́лга» — одна из старейших газет Ивановской области, общественно-политическая газета Юрьевецкого района. Издаётся с 25 января 1918 года.

## История

### Основание и ранний советский период (1918—1964)
Решение о выпуске газеты «Советские известия» было принято Юрьевецким уездным исполкомом 18 января 1918 года. Первый номер вышел в феврале 1918 года. В последующие десятилетия газета неоднократно меняла название: «Труд» (1921), «Приволжская правда» (1923), «Лес и колхоз» (1930), «За большевистские темпы» (1932), «Приволжский колхозник» (1953) и «Ленинское знамя» (1962). Редакция в разное время располагалась в здании пожарного общества, в бывшей церкви Петра и Павла, на улице Советской.

### Период расцвета и перестройки (1965—1991)
11 апреля 1965 года вышел первый номер газеты под её современным названием — «Волга». В 1960-е — 1980-е годы редакция располагалась в здании РК КПСС, а с 1972 года — в собственном здании на улице Карла Либкнехта. В период редакторства Ю. Г. Бодрецова (1973—1988) «Волга» считалась одной из лучших районных газет в области, её выписывала практически каждая семья в районе. В 1988 году тираж газеты достиг своего исторического максимума — 7200 экземпляров. Газета успешно прошла период Перестройки, сохранив свою значимость для района.

### Постсоветский период (с 1991 года)
В 2001 году газета перешла на компьютерную вёрстку и офсетную печать. Редакция готовит ежемесячные тематические полосы («Патриот», «Ветеран», «Закон и порядок», «Здоровье» и др.).

## Редакционная жизнь и инициативы
Под руководством редактора Василия Смирнова (1965—1973) газета стала центром творческой и общественной жизни. Были организованы «межрайонные летучки» — встречи по обмену опытом с журналистами из соседних районов. Редакция принимала делегации, в том числе из Польши. Газета активно сотрудничала с местным сообществом, в частности, на её страницах публиковались лучшие работы воспитанников фотокружка городского Дома пионеров.

## Редакция и известные сотрудники

### Редакторы
- П. А. Месяцев (1918)
- А. И. Батуев (1922—1923)
- М. А. Афонина (в годы ВОВ)
- В. И. Смирнов (1965—1973)
- Ю. Г. Бодрецов (1973—1988)[6]
- М. Ф. Семерухин (с 1988)
- Ю. Г. Литвинов (1990—2006)
- В. А. Салаутин (2006—2016)
- И. Н. Алирзаева (с 2016).

### Коллектив в разные годы
В 1920-е годы в газете работали писатель М. Шохин, художник Л. Чернов-Плесский и поэтесса А. Варфоломеева-Смирнова. В годы Великой Отечественной войны на фронт ушли художник Венедикт Моисеев и журналист Александр Козлов.
Коллектив 1960-х — 1980-х годов включал в себя:
- Заместители редактора и заведующие отделами: Ю. А. Мальгин, Елена Белинова, Р. Ф. Гарнова[10][8].
- Корреспонденты: Борис Соколов, Владимир Родин, Г. П. Шишкин, В. Ф. Солодов, Сергей Утков[8]; Е. А. Лучков, В. В. Киселёв, Н. Н. Грачева, Т. Н. Кувшинова, А. А. Горохов, С. А. Фролов[7].
- Татьяна Михайловна Терешина — с 1981 года работала в отделе писем, затем заведующей отделом и ответственным секретарём[7].
- Радиоорганизаторы и литераторы: Лариса Львовна Полякова, А. М. Липин, И. П. Мокеева[7].
- Фотокорреспонденты: Владислав Васильевич Крайнов (с 1965), Сергей Крайнов, Михаил Викторович Крайнов (с 1986)[11][9].
- Технический персонал: машинистки Нина Живодрова (1960-е)[8] и Ю. Г. Львова (1980-е)[7].

## Учредители
Учредители газеты менялись в соответствии с административно-политическими изменениями в стране и регионе. В советское время ими были различные партийные (РК КПСС) и советские (РИК, Советы депутатов) органы. В настоящее время учредителем является Департамент внутренней политики Ивановской области.